# RD-107

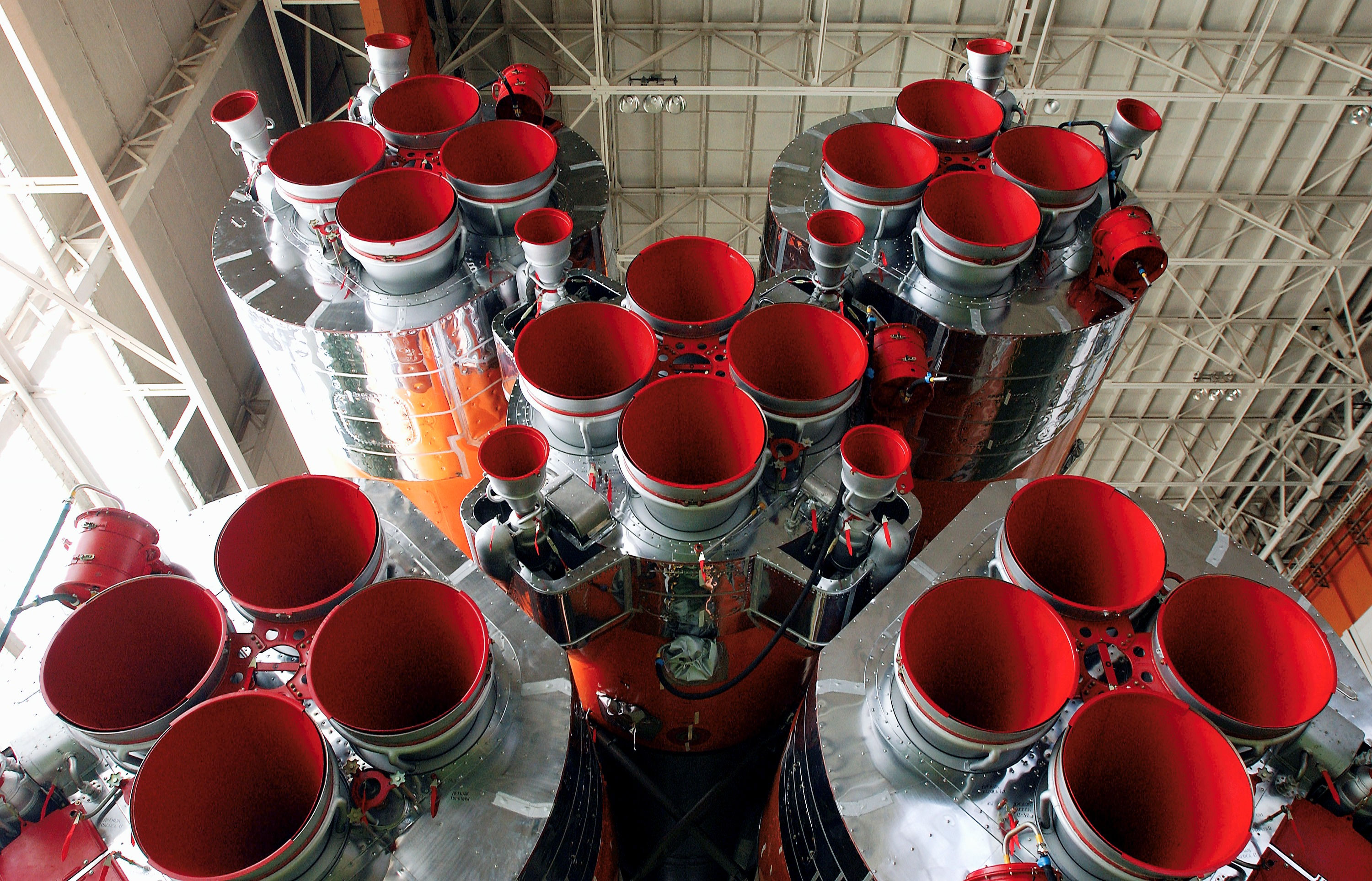
ソユーズ-FG の4基のRD-107と中心部のRD-108

RD-107 (ロシア語: РД-107、8D74) は、1957年からR-7 (ロケット)に使用され、後にR-7を元に開発された宇宙ロケットソユーズロケットファミリーの1段に使用されているロケットエンジン。同じく2段(4本のブースターに囲まれている中心部)にはRD-108エンジンが使われている。
RD-107とRD-108エンジンの主な違いは、バーニアスラスターの数が2基と4基と異なる点である。

## 設計・製造
RD-107はヴァレンティン・グルシュコの気体力学研究実験設計局(OKB-456、現NPOエネゴマシュ)で、1954年から1957年にかけて設計された。液体酸素とケロシンを推進剤とする。このエンジンは4基の燃焼室と、そこに推進剤を供給する1基の過酸化水素の分解で生じた水蒸気で駆動されるターボポンプで構成される。
RD-107とRD-108エンジンは、NPOエネゴマシュの監督のもとで、ロシアのサマーラの工場で製造されている。

## バージョン
RD-107エンジンは、以下のような改良が行われた。
- 8D74
- 8D728 (RD-107M)
- 11D511 (RD-117)
- 14D22 (RD-107A)

RD-108エンジンについても、以下の改良が行われた。
- 8D75
- 8D727 (RD-108MM)
- 11D512 (RD-118)
- 14D21 (RD-108A)

RD-108A(14D21)、RD-107A(14D22)エンジンの開発は1986年に開始された。これらには新しいインジェクターヘッド設計が組み込まれ比推力を向上させた。このエンジンは、2001年5月のプログレスM1-6補給船の打ち上げに使われたソユーズFGロケットに装備された。2002年10月からは有人のソユーズ宇宙船の打上げに使われるようになった。

## 仕様
RD-107 (8D74)
- 推力: 815.9 kN (83,200 kgf) 打上げ時
- 推力: 997.7 kN (101,740 kgf) 真空中
- 比推力: 256秒 (2.51 kN·s/kg) 打上げ時
- 比推力: 313秒 (3.07 kN·s/kg) 真空中
- 燃焼圧力: 5.84 MPa (58.4 bar)
- 推進剤: 液体酸素/ケロシン(灯油)
- 重量: 1,190 kg (2,620 lb)

RD-107A (14D22)
- 推力: 839.1 kN (85,560 kgf) 打上げ時
- 推力: 1,020.4 kN (104,050 kgf) 真空中
- 比推力: 263.3秒 (2.58 kN·s/kg) 打上げ時
- 比推力: 320.2秒 (3.14 kN·s/kg) 真空中
- 燃焼圧力: 6.00 MPa (60.0 bar)
- 推進剤: 液体酸素/ケロシン(灯油)
- 重量: 1,190 kg (2,620 lb)